# Fritz Edtmeier
Fritz Edtmeier (né le 25 octobre 1925 à Gmunden, mort le 26 novembre 1982) est un humoriste autrichien.

## Biographie
Fritz Edtmeier se fait connaître à la fin des années 1950 comme humoriste en solo. Il reçoit de nombreuses invitations pour être maître de cérémonies. Improvisant sur la vie quotidienne, il s'inspire aussi des événements de son temps, sans jamais citer de nom explicitement.
Ses débuts au Wiener Stadthalle - avec Heinz Conrads ou Fritz Muliar - est un succès retentissant. Fritz Edtmeier fait ensuite une tournée en Autriche avec un total de 30 apparitions. Il apparaît la première fois à la télévision en 1962 sur l'ÖRF.
Il fait aussi une carrière de chanteur. Avec Polydor, il fait 18 disques. De 1961 à 1980, il s'associe aux spectacles de Die Kern-Buam qui produit son premier disque.
Après une crise cardiaque et un accident vasculaire cérébral en 1980, Fritz Edtmeier attire de nouveau l'attention du public. Karl Moik lui propose un Musikantenstadl consacré à lui et présenté à Gmunden. Mais il ne peut pas se rendre à l'émission à cause de son état de santé. Il meurt le 26 novembre 1982. À l'occasion des vingt ans de sa mort, l'ÖRF produit une émission spéciale.